# Kwas α-ketoglutarowy
Kwas α-ketoglutarowy, AKG – organiczny związek chemiczny z grupy dikarboksylowych ketokwasów, ketonowa pochodna kwasu glutarowego. W swojej strukturze zawiera grupę karboksylową i grupę ketonową, co wpływa na właściwości cząsteczki – grupa karboksylowa nadaje jej charakter kwasowy, natomiast grupa ketonowa wpływa na reaktywność związku. AKG charakteryzuje się dobrą rozpuszczalnością w wodzie i jest nietoksyczny.

## Występowanie
AKG występuje naturalnie w organizmie człowieka. Jest związkiem pośrednim w cyklu Krebsa, w którym podlega dekarboksylacji oksydatywnej katalizowanej przez kompleks dehydrogenazy kwasu alfa-ketoglutarowego – kluczowy punkt kontrolny cyklu. W wyniku reakcji powstaje sukcynylo-CoA, który podlega dalszym przemianom. AKG powstaje w obecności izocytrynianu w wyniku utlenienia i dekarboksylacji katalizowanych przez dehydrogenazę izocytrynianu. AKG jest w pełni metabolizowany w cyklu Krebsa. Obecny w organizmie człowieka AKG jest metabolizowany w enterocytach błony śluzowej jelita. W organizmie AKG krótki czas występuje w postaci wolnej, co jest prawdopodobnie związane z szybkim metabolizmem w enterocytach oraz wątrobie. W enterocytach AKG przekształcany jest w prolinę, leucynę i inne aminokwasy. Z uwagi na fakt, iż codzienna dieta nie zawiera AKG, a jedynie jego prekursory, jedynym źródłem tego związku dla ustroju jest jego synteza przez mikroflorę jelitową lub suplementacja wraz z dietą.

## Funkcja fizjologiczna w organizmie

### Metabolizm białek
AKG jest kluczową cząsteczką w metabolizmie białek. Bierze udział w transaminacji aminokwasów jako główny akceptor grup aminowych. W wyniku tych transformacji powstają glutaminian i ketokwas. Glutaminian następnie podlega oksydatywnej deaminacji, która prowadzi do całkowitego usunięcia z organizmu grup aminowych w postaci amoniaku. Natomiast powstający w wyniku transaminacji ketokwas może być wykorzystany do produkcji energii lub stanowić substrat w syntezie kwasów tłuszczowych lub glukozy. Utlenienie glutaminianu przez dehydrogenazę glutaminianową jest główną reakcją umożliwiającą usunięcie azotu z ustrojowej puli aminokwasów w formie toksycznego amoniaku (ściślej: jonów NH+
4), który następnie zostaje przekształcony do mniej toksycznego mocznika w cyklu mocznikowym w wątrobie. W reakcji utleniania glutaminianu akceptorem protonu i dwóch elektronów jest NAD+ lub NADP+. Wynikiem tej transformacji oprócz amoniaku jest alfa-ketoglutaran. Wysoki poziom amoniaku we krwi aktywuje reakcję katalizowaną przez syntetazę glutaminową, w wyniku której grupa aminowa zostaje przyłączona do kwasu glutaminowego i powstaje glutamina. Wówczas spada stężenie kwasu glutaminowego w organizmie, który jest ważnym neuroprzekaźnikiem oraz prekursorem syntezy GABA.

### Źródło glutaminianu i glutaminy
W metabolizmie komórkowym AKG stanowi ważne źródło glutaminianu oraz glutaminy, które stymulują syntezę białek, hamują rozkład białek (aktyny i miozyny) w mięśniach szkieletowych oraz są istotnym źródłem energii dla enterocytów. W stanach niedoboru glukozy w organizmie, glutamina dostarcza energii dla wszystkich komórek stanowiąc więcej niż 60% całkowitej puli aminokwasów, tak więc AKG jako prekursor dla glutaminy jest znaczącym metabolitem energetycznym nie tylko dla enterocytów, ale także dla innych komórek organizmu.

### Synteza kolagenu
AKG przyczynia się do intensyfikacji syntezy kolagenu poprzez trzy mechanizmy. Pierwszy związany jest z funkcją AKG jako kofaktora prolilo-4-hydroksylazy. Enzym katalizuje przekształcenie proliny w 4-hydroksyprolinę, kluczowy związek pośredni w formowaniu potrójnej helisy kolagenu. Drugi związany jest z faktem, że AKG zwiększa pulę reszt proliny przez glutaminian. Około 25% AKG, który dostaje się do organizmu wraz z dietą jest przekształcane do proliny w enterocytach. Trzeci mechanizm jest związany z wpływem AKG na układ endokrynny organizmu. W tym przypadku glutamina i glutaminian są przekształcane do ornityny i argininy, które stymulują wydzielanie hormonu wzrostu oraz insulinopodobnego czynnika wzrostu I.

### Przyrost masy mięśniowej
AKG może stanowić niesterydowy, naturalny anabolik, produkt zwiększający masę mięśniową na drodze hipertrofii przy jednoczesnym obniżeniu masy tkanki tłuszczowej.

### Inne istotne funkcje w organizmie
- Wpływa na zwiększoną produkcję białka mleka poprzez modulowanie szlaków sygnałowych mTOR i ERS w komórkach nabłonkowych sutka[12].
- Zwiększa gęstość mineralną tkanki kostnej i poprawia odporność mechaniczną kości oraz prowadzi do wzrostu ilość kolagenu kostnego. Pozytywny wpływ AKG na metabolizm kostny może być również wynikiem zwiększonej produkcji niektórych peptydów regulatorowych jak np. IGF-1, czy też poprawy regulacji homeostazy kostnej pod wpływem czynników neurohormonalnych (np. kwas glutaminowy)[13][14].
- Może odgrywać znaczącą rolę w tworzeniu kości poprzez wpływ na wzrost syntezy proliny, która z kolei odgrywa główną rolę w syntezie kolagenu, a więc w tworzeniu macierzy kostnej[13].
- Ma zdolność zwiększania absorpcji jonów żelaza[potrzebny przypis].
- Bierze udział w stabilizacji układu odpornościowego, jako homolog oraz pochodna glutaminy stanowi ważne „paliwo” dla limfocytów oraz makrofagów[potrzebny przypis].
- Dzięki właściwościom antyoksydacyjnym wpływa ochronnie na układ nerwowy[potrzebny przypis].
- Pełni w organizmie rolę naturalnego „odtruwacza” poprzez transport azotu (drogą transaminacji). Jest odpowiedzialny za obniżenie stężenia wolnego amoniaku w organizmie przez co wpływa na obniżenie ryzyka niedokrwienia mózgu[potrzebny przypis].

## Otrzymywanie

### Synteza chemiczna
AKG może być syntetyzowany z estrów dietylowych kwasu bursztynowego i szczawiowego. W pierwszym etapie następuje kondensacja obu związków w obecności etanolanu sodu:
(CH
2COOEt)
2 + (COOEt)
2 _Na, EtOH, Et
2O, toluen_͕ EtOOC−C(O)−CH(COOEt)−CH
2−COOEt     (wydajność ok. 90%)
Uzyskany produkt pośredni po oczyszczeniu poddaje się hydrolizie i dekarboksylacji w warunkach kwasowych w temp. ok. 100 °C:
EtOOC−C(O)−CH(COOEt)−CH
2−COOEt + HClaq → HOOC−C(O)−CH
2−CH
2−COOH + EtOH + CO
2     (wydajność ok. 80%)
Inną metodą jest reakcja estrów metylowych kwasu dichlorooctowego i kwasu akrylowego w obecności metanolanu sodu (bez rozpuszczalnika):
MeOOCCHCl
2 + CH
2=CHCOOMe + CH
3ONa → MeOOCCCl
2CH
2CH
2COOMe
Powstały 2,2-dichloroglutaran dimetylu przeprowadza się w AKG działając ługiem sodowym, a następnie zakwaszając środowisko kwasem solnym. Wydajność procesu wynosi ok. 75%.

### Metody biotechnologiczne
Alternatywą dla syntezy chemicznej są procesy biotechnologiczne z wykorzystaniem mikroorganizmów. Do naturalnych producentów zalicza się bakterie z gatunku Arthrobacter paraffineus, Bacillus natto, Bacillus megatherium, Bacterium succinicum, Escherichia coli, Pseudomonas fluorescens i Serratia marcescens, a także drożdży Yarrowia lipolytica. Najwyższe stężenia AKG wykazano podczas hodowli szczepu Y. lipolytica H355, który hodowany w pożywce zawierającej n-alkany produkował AKG w stężeniu 195 g/l. W przypadku bakterii najlepszym producentem AKG jest gatunek Arthrobacter paraffineus, który wykazuje zdolność syntezy AKG w stężeniu 70 g/l.

## Zastosowanie
AKG jest używany w produkcji dodatków do żywności, suplementów diety, farmaceutyków, polimerów biodegradowalnych i preparatów stosowanych w rolnictwie oraz jako substrat w syntezie chemicznej związków heterocyklicznych.

### Suplementy diety
Na rynku (głównie amerykańskim) występują suplementy diety zawierające sole AKG, głównie sole argininy, pirydoksyny, ornityny, kreatyny, histydyny i cytruliny. Dostępne są także środki zawierające kreatynę połączoną z AKG.

### Czynnik terapeutyczny
- W połączeniu z 5-hydroksymetylenofurfuralem jest doskonałym antyoksydantem przyczyniającym się do obniżenia stresu oksydacyjnego spowodowanego wolnymi rodnikami[potrzebny przypis].
- Wpływa na utrzymanie obniżonego poziomu glukozy w leczeniu neuropatii cukrzycowych[potrzebny przypis].
- Pozytywnie wpływa na układ krążenia przez co zwiększa się wydajność mięśni (bardziej efektywne dostarczenie energii do komórek podczas wysiłku fizycznego)[potrzebny przypis].
- Przeciwdziała zasiedlaniu żołądka przez Helicobacter pylori oraz zakażeniom dróg moczowo-płciowych wywoływanych bakteriami ureolityczynymi[7].
- W połączeniu z ornityną może mieć znaczenie w leczeniu sarkopenii poprzez zahamowanie rozwoju choroby oraz zmniejszenie utraty tkanki mięśniowej postępującej wraz z wiekiem[14].
- Bierze udział w regeneracji (oczyszczaniu i odtruwaniu) wątroby[potrzebny przypis].
- Niweluje stany osłabienia organizmu[potrzebny przypis].

### Zastosowania techniczne
AKG może być wykorzystywany do modyfikacji magnetycznych nanocząstek opłaszczonych chitozanem, które z kolei mogą służyć jako nanoadsorbenty zdolne do usuwania barwników oraz toksycznych jonów Cu2+ z roztworów wodnych. Ponadto, w połączeniu z jednym z trzech trioli (glicerol, 1,2,4-butanotriol, 1,2,6-heksanotriol) poddany termicznej polikondensacji pozwala na otrzymanie elastomerów o cennych właściwościach mechanicznych. Poli(triolo α-ketoglutaran) ze względu na swoje właściwości posiada duży potencjał aplikacyjny jako biomateriał (inżynieria tkankowa farmacja). Jest też wykorzystywany jako substrat w biochemicznej diagnostyce wielu chorób (zapalenia wątroby, zawału mięśnia sercowego, dystrofii mięśniowej i in.).